# Айранне
А́йранне или Аиранне (фин. Airanne) — озеро в городе Сортавала, на территории Сортавальского городского поселения Сортавальского района Республики Карелия.

## Общие сведения
Площадь озера — 0,5 км². Располагается на высоте 6,0 метра над уровнем моря.
Форма озера продолговатая, вытянутая с юго-запада на северо-восток. С северо-востока короткой протокой соединяется с озером Кармаланъярви, с востока ручьём Ваккойоки соединяется с озером Ляппяярви, соединяющегося с Ладожским озером. Берега озера заболоченные, с востока — скалистые.
В 1930-е годы на западном берегу озера находилось поселение Айранне.
К северу от озера проходит автомобильная дорога местного значения 86К-338 («Янниканиэми — Сортавала»).
Код водного объекта в государственном водном реестре — 01040300211102000013285.